# Pristimantis tantanti
Pristimantis tantanti là một loài động vật lưỡng cư trong họ Strabomantidae, thuộc bộ Anura. Loài này được Lehr, Torres-Gastello, & Suárez-Segovia mô tả khoa học đầu tiên năm 2007.